# Alícula
La alícula era una túnica pequeña que cubría los hombros parte superior de los brazos. Estaba abierta, generalmente por delante y sujeta al cuello con un broche.
El gramático Vellius Longus opina que el nombre de alícula procede de la costumbre de cubrir la parte inferior del brazo.
Algunas tenían mangas y otras capucha según se ve en pinturas y bajos relieves de sarcófagos cristianos de Pompeya en las catacumbas. En estas el Buen Pastor lleva una esclavina o alícula.
La usaban con preferencia los jóvenes y los pastores.